# 하비 카사스
하비에르 "하비" 카사스 쿠에바스(스페인어: Javier "Javi" Casas Cuevas, 1982년 5월 9일, 바스크 주 빌바오 ~)는 스페인의 전직 축구 선수로, 현역 시절 좌측 수비수로 활약했다.
그는 7년 동안 프로 선수로 활약하면서 주로 아틀레틱 빌바오에 있었는데, 그 동안 라 리가에서 5시즌을 보내 총 79번의 공식 경기에 출전했다.

## 클럽 경력

### 아틀레틱 빌바오
카사스는 비스카이아 도 빌바오 출신으로, 아틀레틱 빌바오의 유소년부를 졸업해 2004-05 시즌에 프로 무대 신고식을 치렀다. 그는 이듬해에 아시에르 델 오르노가 첼시로 떠나면서 1군 선수 신분이 되었다. 이후 24번의 리그 경기에 출전해 1-1로 비긴 헤타페전과 2-1로 이긴 데포르티보전에서 총 두 차례 득점을 올렸다.
역설적이게도, 카사스는 델 오르노가 2007-08 시즌을 앞두고 발렌시아에서 복귀하면서 1군에서 제외되었다. 2008년 1월 이적 시장에서 새 구단을 물색하지 못한 그는 반 년을 등번호 없이 보냈고, 결국 시즌 내내 출전하지 못했지만, 그 다음 해에 1군에 재합류했고, 2008년 8월 31일에 1-3으로 패한 알메리아와의 안방 경기에 출전했다.
그러나, 코이킬리의 맹활약과 레알 소시에다드 유소년부에서 온 미켈 발렌시아가의 비상으로 카사스의 입지는 더욱 좁아졌고, 그는 2009년 1월 13일에 2부 리그에서 하위권에 허덕이는 코르도바로 시즌 말까지 임대되었고, 그곳에서도 많은 출전 기회를 잡지 못했다.

### 이후 행보
카사스는 2009년 6월에 아틀레틱에서 방출되어 2부 리그 승격 새내기인 카르타헤나로 자유 이적했다. 라파엘 클레베로의 후보였던 그는 2010년 1월에 프랑스인 프랑크 시뇨리노가 헤타페에서 이적하며 3번째 선수로 밀려나 방출되어 하부 리그의 구이후엘로로 이적했다.
2010년 여름, 카사스는 3부 리그의 바스크 구단 알라베스에서 "축구 선수의 마음"으로 돌아가기를 갈망했다.